# تپه چیابالاجو
تپه چیابالاجو مربوط به دوران پیش از تاریخ ایران باستان است و در شهرستان دلفان، بخش مرکزی، روستای زرد آلو واقع شده و این اثر در تاریخ ۲۵ اسفند ۱۳۸۰ با شمارهٔ ثبت ۵۰۶۶ به‌عنوان یکی از آثار ملی ایران به ثبت رسیده است.